# Astarak
Astarak o Ashtarak és una vila del districte armeni d'Abaran a uns 10 km al nord-oest d'Erevan. Te una extensió de 6.723 km² amb 18.834 habitants segons cens de 2011.

## Descripció
El 29 d'agost de 1827 els perses van derrotar els russos durant la Segona Guerra Russopersa. La batalla és coneguda també com a batalla d'Oshakan (Awšakān en persa). El comandant rus Ivan Paskévitx, va haver d'aixecar el setge d'Erevan l'1 de juliol de 1827 i es va dirigir cap al kanat de Nakhitxevan; els ferits foren deixats al monestir de Edjmiatsín (Uč Kelisā) violant la seva neutralitat garantida pel tractat de Gulistan de 1813. El comandant persa, el príncep hereu Abbas Mirza, planejava avançar cap a Gyumri (després Aleksandrópol i Leninakan) i Tbilisi, però va assetjar el monestir (agost) i una força russa d'entre tres i sis mil homes es va dirigir al monestir en ajut dels seus companys sota la direcció del general Afanasii Ivanovich Krasovskii. Abbās Mirza va deixar dos subordinats per continuar el setge i ell va anar amb l'exèrcit a trobar als russos als que va enfrontar a Astarak (Aštarak) el 29 d'agost de 1827 (17 d'agost segons l'antic calendari); els russos foren derrotats i es van retirar sent interceptats per la cavalleria d'Abbas Mirza; els russos no es rendien, ja que els ferits eren assassinats pels perses contra les ordes del seu cap. Les baixes russes foren d'entre 1150 i 3200 homes i les perses uns 400. Afanasii Ivanovich Krasovskii ferit va poder arribar a Edjmiatsín amb uns mil o dos mil homes.